# Xã Upper Pottsgrove, Quận Montgomery, Pennsylvania
Xã Upper Pottsgrove (tiếng Anh: Upper Pottsgrove Township) là một xã thuộc quận Montgomery, tiểu bang Pennsylvania, Hoa Kỳ. Năm 2010, dân số của xã này là 5.315 người.